# 警視庁鑑識班2004
『警視庁鑑識班2004』（けいしちょうかんしきはん2004）は、2004年（平成16年）1月14日から3月17日まで毎週水曜日22:00 - 22:54に、日本テレビ系「水曜ドラマ」枠で放送された日本のテレビドラマ。主演は西村和彦。
「火曜サスペンス劇場」で人気のシリーズ『警視庁鑑識班』が連ドラ化したもの。
警視庁の第一現場鑑識班が、普段あまり日の当たらない「鑑識」の仕事のなかで事件を解決していくという新趣向のドラマ。火サスでは描かれていなかった中山の恋愛もみどころ。
BS放送のBS日テレでも2019年（平成31年）2月6日から3月27日までの毎週水曜日の20:00 - 20:54に放送された。

## 登場人物

### 警視庁鑑識班
中山淳彦〈32〉
演 - 西村和彦
第一現場鑑識班員。巡査長。
伊村博美〈27〉
演 - 雛形あきこ
指紋係。
判太一
演 - 千原靖史
第一現場鑑識班員。
津田亘
演 - 小林すすむ
第一現場鑑識班員。
花井博之
演 - 松永久仁彦
第一現場鑑識班員。
矢島
演 - 伏見哲夫
検視官。
甲斐健太郎
演 - 赤山健太
足跡係。
岸野友子
演 - 沢村ゆかり
写真係。
赤塚良平
演 - ベンガル
第一現場鑑識班主任。
大宮秀則〈55〉
演 - 清水章吾
第一現場鑑識班管理官。階級は警視。
岩崎鉄男〈58〉
演 - 角野卓造
第一現場鑑識班係長。階級は警部。

### 警視庁捜査一課
小倉泰之
演 - 伊東貴明
刑事。主に金井とコンビを組んで捜査活動に従事。
金井貴子〈33〉
演 - 森口瑤子
淀橋警察署生活安全課から捜査一課に異動してきた警部補。菊地の指揮のもと捜査班の中核として捜査活動に従事する。
菊池慎一〈49〉
演 - 三浦浩一
刑事。階級は警部（強行犯捜査係係長？）。捜査主任官として事件捜査の指揮を執る。

### 警視庁科学捜査研究所
沢村純一
演 - 本田博太郎
第一化学・技官。
石田孝明
演 - 石井洋祐
法医・技官。
青木英美子
演 - 増田未亜
文書・技官。

### 中山家
中山加奈子〈57〉
演 - 草笛光子
淳彦と沙織の母。啓一の妻。火サス版では宮本毬子が演じた。
中山沙織〈25〉
演 - 中山エミリ
淳彦の妹。火サス版では神谷けいこが演じた。
中山啓一
演 - 坂口進也
淳彦と沙織の父。神奈川県警の元刑事。15年前に起きた現金輸送車襲撃事件で殉職。

### 日野と関係者
日野幸彦〈41〉
演 - 杉本哲太
15年前に起きた現金輸送車襲撃事件の共犯で、啓一を射殺した男。
星合由美子
演 - 南果歩
日野の内縁の妻。八丈島で実家の民宿を手伝っていたが上京、小料理屋「季節料理さちよ」で働き始める。
星合悟
演 - 石神勇智
日野と由美子の息子。

### その他
矢吹幸代〈52〉
演 - 根岸季衣
岩崎の元妻で小料理屋「季節料理さちよ」の女将。かつて岩崎との間にできた一人息子を亡くしている。
円藤あかね
演 - 柴田理恵
中山が住むマンションの管理人。
西野昌一
演 - 下元史朗
神奈川県警捜査一課の刑事。啓一の後輩。

### ゲスト
第1話「時効直前に八丈島の刺殺死体が暴く逃亡犯を愛した女の5年間」
- 関根三郎（15年前の現金輸送車襲撃事件の主犯格） - 草薙良一
- 志倉紀夫 - 半海一晃
- 松川玲次（15年前の現金輸送車襲撃事件の共犯） - 前原実
- 渡辺（八丈警察署 刑事） - 中山克己

（以下、最終話にも出演）
- 星合泰造（由美子の父） - 高橋明
- 渡会保 - 井殿雅和
- 近沢健吉 - 渡辺淳

第2話「似顔絵に潜む家庭内暴力と落下死体の謎」
- 近藤一輝（高校生） - 浅利陽介
- 近藤輝久（一輝の父） - 布施博
- 近藤一二美（一輝の母） - 竹井みどり
- 村岡（南品川警察署 刑事） - 有福正志

第3話「指紋と会話する女が暴く不倫生活の裏側」
- 坂巻洋（前科者） - 金子貴俊
- 黒部輝夫（銀行員・亜紀の上司） - 四方堂亘
- 大原亜紀（銀行員） - 早川亜希

第4話「3年前の白骨が解いた婚約者殺しの汚名」
- 佐久間稔（殺人事件の被疑者） - 斉藤陽一郎
- 橋本良美（佐久間の元婚約者・故人） - 遊井亮子
- 大原康子（良美の元同僚） - 鈴木美恵子
- 佐久間英里子（佐久間の妹・中山沙織の高校の後輩） - 乙葉

第5話「ユリの毒が刺す年下の男を抱く女の純愛」
- 樫山陽子（美容室「オアシス」チーフ美容師） - 荻野目慶子（少女期：平井沙織）
- 森弘樹（「オアシス」元美容師） - 山中聡（幼少期：佐野観世）
- 間宮瞳（森の婚約者） - 水木ゆうな
- 武部（渋谷東警察署 刑事） - 野仲功
- 美容師 - 輿石有亮
- 「オアシス」オーナー - 田島令子

第6話「家出少女の心を貫く父が放つ2発の銃弾」
- 竹本（捜査一課 ハイテク捜査係） - 中西良太
- 弁護士 - 上田耕一
- 関川紗枝（ストーカーの被害者） - 宮内佳奈子
- 安岡達也（チンピラ） - 阪本浩之
- 松田（恵比寿警察署 刑事） - 宮川不二夫
- 浮浪者 - 飯島大介、諏訪太朗
- ケリー - あじゃ
- 裁判長 - 中村方隆
- 本城綾子 - 川俣しのぶ
- 清丸純一（模造改造銃不法所持の前歴者） - 永堀剛敏
- 関川照代（紗枝の母） - 内田春菊
- 関川靖（紗枝の父） - 間寛平

第7話「幻の女の詩集が明かした二重生活の真実」
- 楠田十和子（病院副院長） - 東ちづる
- 田中耕太（ミュージシャンを目指している男） - 小野寺尊允
- アナウンサーの声 - 平辻朝子

第8話「靴底の木片が解いた悪女の宛先不明郵便」
- 黒川啓子（黒川の妻） - 渡辺梓（11歳：斉藤奈々）
- 黒川弥一（区議会議員） - 仙波和之
- 寺の住職 - 左右田一平
- 特捜本部の幹部 - 羽鳥慎一、野村信次
- 刑事 - 武発史郎

第9話「肺の微生物が語る離婚夫婦の絶望の3年」
- 久保奈々子（喜恵の高校時代の同級生） - 小沢真珠
- 寺崎竜雄（妙子の元夫） - 新克利
- 富山妙子 - 丘みつ子
- 寺崎朝代（寺崎と妙子の娘・故人） - 浅井江理名
- 小笠原喜恵（キャバクラ嬢） - 岡崎羽衣
- マンションの大家 - 大島蓉子
- 第一発見者 - 新井量大

最終話「誘拐犯との接触失敗が呼んだ母の逃避行」
- 渡会誠 - 内田朝陽
- 朋友社・社長 - 不破万作
- 但馬（朋友社社員） - 山本竜二
- 三福紙工・工場長 - 加島潤
- 佐藤まき - 石井トミコ
- 小笠原（特殊班刑事） - 鶴岡修
- 田口（特殊班刑事） - 駒塚由衣
- 太田警察署刑事 - 森下哲夫
- 携帯無線基地刑事 - 大村波彦

## スタッフ
- 企画 - 酒井浩至
- 脚本 - 下村優、渡辺善則、松本稔、田部俊行、浅野有生子、相内美生、武井由美
- 音楽 - 川村栄二
- 監督 - 下村優、吉野晴亮、猪腰弘之
- 主題歌 - 小柳ゆき「Love knot〜愛の絆〜」[6]
- 鑑識指導 - 木下理化学研究所
- 撮影 - 浜田毅 / 柳島克己
- 美術協力 - 東宝映像美術、高津装飾美術
- 技斗 - 深作覚
- チーフプロデューサー - 梅原幹
- プロデューサー - 佐光千尋（日本テレビ）、大野哲哉（日本テレビ）、木川康利（ジャパンヴィステック）、粕川今日子（ジャパンヴィステック）
- 制作 - 日本テレビ
- 製作著作 - ジャパンヴィステック

## 放送日程
- 第1話は22:00 - 23:24の30分拡大放送。
- 第10話は22:00 - 23:09の15分拡大放送。

| 各話                                                           | 放送日        | サブタイトル                                            | 脚本                | 監督     | 視聴率 |
| -------------------------------------------------------------- | ------------- | ------------------------------------------------------- | ------------------- | -------- | ------ |
| 第1話                                                          | 2004年1月14日 | 時効直前に八丈島の刺殺死体が暴く逃亡犯を愛した女の5年間 | 渡辺善則 下村優     | 下村優   | 14.0%  |
| 第2話                                                          | 2004年1月21日 | 似顔絵に潜む家庭内暴力と落下死体の謎                    | 下村優              | 下村優   | 11.7%  |
| 第3話                                                          | 2004年1月28日 | 指紋と会話する女が暴く不倫生活の裏側                    | 渡辺善則 松本稔     | 下村優   | 11.3%  |
| 第4話                                                          | 2004年2月04日 | 3年前の白骨が解いた婚約者殺しの汚名                     | 田部俊行 浅野有生子 | 吉野晴亮 | 09.7%  |
| 第5話                                                          | 2004年2月11日 | ユリの毒が刺す年下の男を抱く女の純愛                    | 相内美生 渡辺善則   | 猪腰弘之 | 12.6%  |
| 第6話                                                          | 2004年2月18日 | 家出少女の心を貫く父が放つ2発の銃弾                     | 下村優 松本稔       | 猪腰弘之 | 11.2%  |
| 第7話                                                          | 2004年2月25日 | 幻の女の詩集が明かした二重生活の真実                    | 下村優 松本稔       | 下村優   | 10.5%  |
| 第8話                                                          | 2004年3月03日 | 靴底の木片が解いた悪女の宛先不明郵便                    | 下村優              | 下村優   | 10.4%  |
| 第9話                                                          | 2004年3月10日 | 肺の微生物が語る離婚夫婦の絶望の3年                     | 松本稔 武井由美     | 吉野晴亮 | 10.9%  |
| 最終話                                                         | 2004年3月17日 | 誘拐犯との接触失敗が呼んだ母の逃避行                    | 下村優              | 下村優   | 14.2%  |
| 平均視聴率 11.7%（視聴率はビデオリサーチ調べ、関東地区・世帯） |               |                                                         |                     |          |        |

## 火曜サスペンス劇場との違い
※連ドラ化に当たって中山の設定が一部変更された。
- 出身地：大阪から横浜に変更された。
- 父親：火サス版では「大阪府警の刑事で15年前強盗殺人事件を捜査中に倒れて病死した」という設定（1999年12月14日放送の「8」より）だったが、「神奈川県警の刑事で日頃から目をかけていた男（日野）が強盗の計画に加わろうとしていることを知り、それを阻止しようとして射殺された」というように変更された。